# نمایش‌سرای بورلی هیلز
نمایش‌سرای بورلی هیلز (انگلیسی: Beverly Hills Playhouse) مدرسهٔ بازیگری با تئاتر و امکانات آموزشی در بورلی هیلز، کالیفرنیا، و همچنین در لس آنجلس، سان فرانسیسکو، و شهر نیویورک است. بورلی هیلز یکی از قدیمی‌ترین مدارس بازیگری و تئاتر در منطقه لس آنجلس است. جرج کلونی یکی از دانش‌جویان این مدرسه بوده‌است.